# La Science de la guerre révolutionnaire
La Science de la guerre révolutionnaire (en allemand : Revolutionäre Kriegswissenschaft) est un manuel révolutionnaire écrit par le militant anarchiste Johann Most en 1885. Premier manuel révolutionnaire de l'histoire, il s'agit d'un ouvrage où l'auteur essaie de partager l'idée de la propagande par le fait mais aussi et surtout des méthodes pour l'accomplir, comme la confection d'explosifs, de poisons, de matières incendiaires, d'encre invisible, ou d'autres « recettes ». Most s'y démarque en tirant la plupart de ses informations des sources publiques de son époque et en proposant des méthodes abordables et pratiques pour ses contemporains.
L'ouvrage innove sur de nombreux points de stratégie révolutionnaire et terroriste mais devient un cas d'école représentant le terrorisme anarchiste, ce qui sert à criminaliser tous les anarchistes - et il est par exemple utilisé pendant le procès suivant le massacre d'Haymarket Square pour accuser les anarchistes d'appartenir à un complot terroriste. Cet héritage difficile, couplé au caractère très approximatif des méthodes servant à confectionner des explosifs comme la dynamite, donne à ce texte un statut particulier chez les anarchistes.
Le texte est réactualisé par l'anarchiste italien Luigi Galleani dans La Salute è in voi (1905), un ouvrage cherchant à résoudre les problèmes posés par celui de Most et proposer des perspectives plus efficaces.

## Histoire
Au XIXe siècle, l'anarchisme naît et se constitue en Europe avant de se propager. Les anarchistes défendent la lutte contre toutes formes de domination perçues comme injustes, en premier lieu la domination économique, avec le développement du capitalisme. Ils sont particulièrement opposés à l'État, vu comme l'organisation permettant d'entériner un bon nombre de ces dominations au travers de sa police, son armée et sa propagande.
À la fin des années 1870, les anarchistes développent la stratégie de la propagande par le fait, visant à transmettre les idées anarchistes par l'action directement, sans passer par le discours, et entraîner la Révolution par des actions incitant le peuple à se révolter. Des figures de l'anarchisme développent cette stratégie amplement, comme Pierre Kropotkine, Errico Malatesta, Andrea Costa ou encore Carlo Cafiero. En 1879, elle est adoptée par le congrès de la Fédération jurassienne de La Chaux-de-Fonds, en 1880, elle est discutée à Vevey lors d'une réunion qui produit une « Charte de la propagande par le fait » ; adoptée l'année suivante par le premier congrès exclusivement anarchiste en France, le congrès de Paris, en mai 1881. Elle recevrait une nouvelle centralité au Congrès international de Londres, en juillet 1881.
De manière générale, et plus particulièrement en Allemagne et aux États-Unis, l'un des premiers grands défenseurs et théoriciens de cette stratégie est Johann Most (1846-1906). L'anarchiste est convaincu de la pertinence de l'utilisation de cette stratégie et, dans le journal qu'il organise, Freiheit, défend très fermement l'usage de la propagande par le fait dès 1880, par exemple en proposant des recettes pour créer des bombes de diverses sortes, des engins incendiaires, des poisons, etc. Dans l'une des déclarations relevées par Andrew R. Carlson, il déclare : 

« Nous tuerons ceux qu’il faudra tuer afin d’être libres… Nous ne discutons pas pour savoir si cela est juste ou injuste. Dis ce que tu veux, fais ce que tu fais, mais le vainqueur a raison. Camarades de Freiheit, nous disons : tuez les assassins. Sauvez l’humanité par le sang, le fer, le poison et la dynamite. »

En 1884, après s'être lui même discrètement engagé dans une usine d'artificiers, il apprend à confectionner de la dynamite et prévoit d'en envoyer à plusieurs groupes anarchistes en Europe - mais est rapidement dissuadé par l'impossibilité de la tâche. Il se résout donc à réunir une partie de la littérature qu'il a écrite au sujet de la propagande par le fait, et le rassemble dans cet ouvrage de soixante-quatorze pages.

## La Science de la guerre révolutionnaire

### Buts
Le but du texte est de toucher le nombre le plus important de personnes pour leur donner accès à un manuel accessible même aux plus pauvres qui leur permettrait de se politiser et de lutter. Ainsi, Most considère, comme les autres anarchistes, que l'apprentissage de la science - en particulier la chimie - par le prolétariat et les paysans, est une bonne manière de lutter contre l'État à armes inégales ; à ce titre une bombe est vue comme pouvant permettre de réduire la distance entre l'armement de l'État et celui des opprimés.

### Contenu

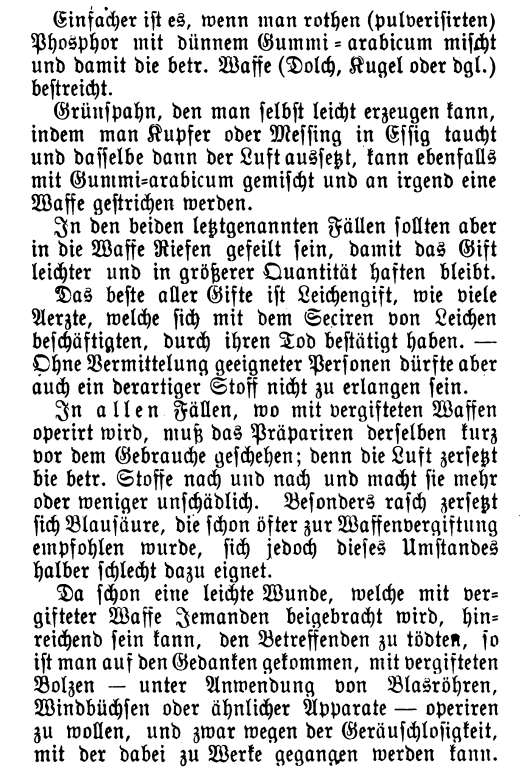
Une des parties de l'ouvrage donnant des idées de poison comme le cyanure

Le texte est publié en 1885 et porte le titre complet de La Science de la guerre révolutionnaire : Un manuel d'instruction sur l'utilisation et la préparation de nitroglycérine, dynamite, coton-poudre, mercure fulminant, bombes, mèches, poisons, etc,,.
Dans l'ensemble des « recettes » données par l'ouvrage, l'auteur se distingue par son attention à proposer des méthodes impliquant des matières premières abordables et disponibles - il s'agit ainsi d'un ouvrage de DIY révolutionnaire. Most inclut aussi des informations qu'il récupère dans les publications officielles, par exemples les rapports publiés sur les explosions - et utilise une majorité de procédés qui sont publics, afin d'éviter la censure.
Parmi ces « recettes », on en trouve un certain nombre pour la confection d'une série de produits, parmi lesquels des explosifs, dont la dynamite. Most lui-même déclare dans l'ouvrage que ses méthodes sont approximatives pour la dynamite, et qu'il vaut mieux la voler directement - ce qui assure sa fiabilité, un conseil suivi par les autres anarchistes qui s'en servent. Il donne par ailleurs des conseils pour incendier sa propre résidence de manière discrète afin de toucher l'argent de l'assurance.
Le livre ne se limite pas aux explosifs, il donne aussi des manières de confectionner de l'encre invisible, des produits inflammables parfois comparés à des cocktails Molotov, et de nombreuses manières d'utiliser du poison, notamment en en créant et en mettant sur les balles, les lames ou les ongles. Enfin, il se concentre sur la possibilité d'empoisonner les riches en mettant tel ou tel produit dans leur nourriture - dans le cas où la personne servirait les plats, par exemple.

## Postérité et nuances

### Influences générales
La Science de la guerre révolutionnaire est le premier manuel révolutionnaire de l'histoire. Bien que d'autres manuels de confection d'explosifs existent déjà auparavant, dans la littérature scientifique et spécialisée, Most innove sur un certain nombre de points, en particulier dans sa manière de présenter les éléments, mais aussi dans certaines des recettes et des idées qu'il y développe, qui sont parfois vues comme avant-gardistes par rapport à leur époque.

### Influence, criminalisation et critiques chez les anarchistes
L'ouvrage est utilisé par un certain nombre d'anarchistes du début des années 1880 et 1890 au moins, mais il est vite remarqué pour le caractère très approximatif de ses méthodes - Emma Goldman déclare par exemple qu'elle et Alexandre Berkman ont essayé de suivre le livre pour la confection de bombes, sans succès.
Bien qu'il s'agisse du premier ouvrage anarchiste de la sorte, il est ainsi vite décrié au sein des cercles anarchistes, à la fois pour ces problèmes mais aussi car il devient un cas d'école représentant le terrorisme anarchiste - servant ainsi à criminaliser tous les anarchistes, même ceux ne soutenant pas la propagande par le fait, en pouvant invoquer l'existence d'une littérature terroriste anarchiste. Ainsi, pendant le procès suivant le massacre d'Haymarket Square, l'ouvrage est utilisé par la police étasunienne pour défendre ses actes et criminaliser les victimes. Most est par ailleurs progressivement vu avec de plus en plus de distance par un certain nombre d'anarchistes, lui-même ne souscrivant pas réellement à l'anarcho-communisme, et ses prises de positions sont parfois critiquées ; d'autant plus à partir des remises en question de la stratégie de la propagande par le fait. L'ouvrage a donc une postérité ambiguë chez les anarchistes.
Cependant, il est aussi repris comme modèle par certains anarchistes, comme Luigi Galleani, auteur de La Salute è in voi en 1905, une mise à jour de l'ouvrage de Most pour le rendre plus actuel et plus efficace.

## Sources primaires
- La Science de la guerre révolutionnaire sur Wikimedia Commons (original)